# Gilbert Pujol
Pour les articles homonymes, voir Pujol.
Pas d'image ? Cliquez ici

a Compétitions nationales et continentales officielles uniquement.

Gilbert Pujol, né le 18 février 1938 à Eycheil (Ariège) et mort le 10 février 2025 à Saint-Jean-de-Verges (Ariège),, est un joueur français de rugby à XV et rugby à XIII évoluant au poste d'arrière ou de centre dans les années 1950 à 1970.
Natif d'Ariège, il pratique dans ses jeunes années le rugby à XV au sein de Saint-Girons S.C. côtoyant Joseph Raufast, Alain Rives et Pierre Surre. En 1960, il change de code de rugby et prend part aux glorieuses années des années 1960 et 1970 du R.C. Saint-Gaudens. Il dispute sept finales de Championnat de France dont une remportée en 1970 face au XIII Catalan 32 à 10, finale où il réalise trois drops victorieux, ainsi que le titre de la Coupe de France en 1973 sans toutefois prendre part à la finale.

## Palmarès
- Collectif :
  - Vainqueur du Championnat de France : 1970 (Saint-Gaudens).
  - Vainqueur de la Coupe de France : 1973 (Saint-Gaudens).
  - Finaliste du Championnat de France : 1963, 1966, 1967, 1969, 1971 et 1972 (Saint-Gaudens).

### Détails en club
| Saison    | Saison           | Championnat           | Championnat | Coupe           | Coupe      |
| Saison    | Saison           | Comp.                 | Class.      | Comp.           | Class.     |
| --------- | ---------------- | --------------------- | ----------- | --------------- | ---------- |
| 1962-1963 | RC Saint-Gaudens | Championnat de France | Finaliste   | Coupe de France | 1/2 finale |
| 1963-1964 | RC Saint-Gaudens | Championnat de France | 1/2 finale  | Coupe de France | 1/4 finale |
| 1964-1965 | RC Saint-Gaudens | Championnat de France | 1/4 finale  | Coupe de France | 1/4 finale |
| 1965-1966 | RC Saint-Gaudens | Championnat de France | Finaliste   | Coupe de France | 1/4 finale |
| 1966-1967 | RC Saint-Gaudens | Championnat de France | Finaliste   | Coupe de France | 1/2 finale |
| 1967-1968 | RC Saint-Gaudens | Championnat de France | 1/2 finale  | Coupe de France | 1/8 finale |
| 1968-1969 | RC Saint-Gaudens | Championnat de France | Finaliste   | Coupe de France | 1/8 finale |
| 1969-1970 | RC Saint-Gaudens | Championnat de France | Vainqueur   | Coupe de France | 1/8 finale |
| 1970-1971 | RC Saint-Gaudens | Championnat de France | Finaliste   | Coupe de France | 1/4 finale |
| 1971-1972 | RC Saint-Gaudens | Championnat de France | Finaliste   | Coupe de France | 1/4 finale |
| 1972-1973 | RC Saint-Gaudens | Championnat de France | Barrage     | Coupe de France | Vainqueur  |